# Rue Sainte-Catherine (Montréal)
 (avril 2022).
Si vous disposez d'ouvrages ou d'articles de référence ou si vous connaissez des sites web de qualité traitant du thème abordé ici, merci de compléter l'article en donnant les références utiles à sa vérifiabilité et en les liant à la section « Notes et références ».
Pour les articles homonymes, voir Rue Sainte-Catherine.
La rue Sainte-Catherine  est la plus importante rue commerciale de Montréal.

## Situation et accès
Il s'agit de la plus importante concentration de magasins au Canada et du plus important regroupement de boutiques de mode et de prêt-à-porter au pays. Elle s'étend sur 11,2 km et compte près de 1 200 magasins dont environ 450 avec façade sur rue[source insuffisante], et ce, seulement dans sa portion du centre-ville. La rue est vivante jour et nuit : on y magasine, on y travaille et on y sort. Dans sa portion du centre-ville, elle est directement desservie par la ligne verte du métro de Montréal : elle est donc accessible par tous moyens de transports confondus.
Débutant au sud-ouest à l'angle de l'avenue Claremont et du boulevard de Maisonneuve dans les limites de Westmount, elle traverse cette ville, puis les arrondissements Ville-Marie et Mercier–Hochelaga-Maisonneuve, pour se terminer sur la rue Notre-Dame, à l'est de la rue Viau au Centre de soins prolongés Grace Dart, un centre d'hébergement et de soins de longue durée près de la station de métro Cadillac. À noter qu'il existe d'autres tronçons dans la ville de Montréal-Est et le quartier de Pointe-aux-Trembles.
La ligne verte du métro de Montréal a été construite pour la desservir. Les stations de métro sont toutefois situées un peu en retrait majoritairement sur une artère parallèle, le boulevard de Maisonneuve, et remontant vers les rues Ontario, Hochelaga, puis Sherbrooke dans l'est

## Origine du nom
L'origine du toponyme Sainte-Catherine est inconnue. L'explication la plus admise serait l'attribution du nom par Jacques Viger, responsable des noms de rue à partir de 1813. Il se serait inspiré de sa belle-fille Catherine Élizabeth. La rue aurait également porté le nom de Sainte-Geneviève et Saint-Gabriel au XVIIIe siècle alors que les changements de nom étaient fréquents. Une autre explication implique simplement sainte Catherine, dont la fête a lieu le 25 novembre.

## Historique

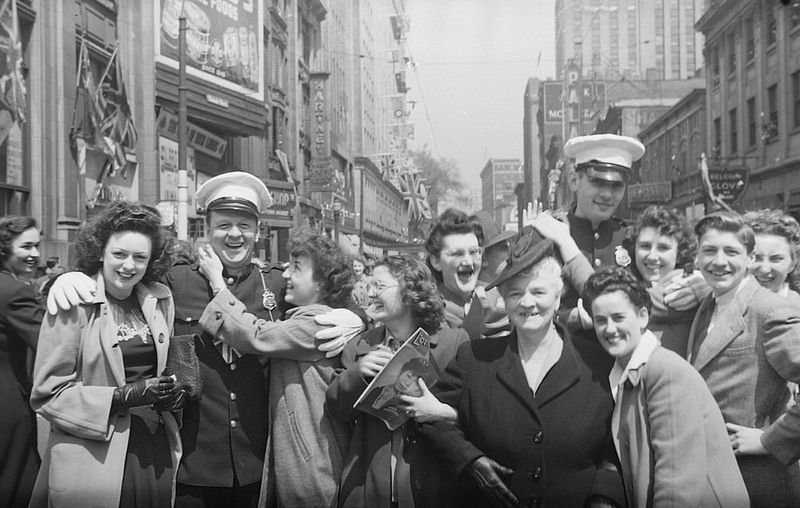
Célébration du jour de la Victoire sur la rue Sainte-Catherine

### Développement
Devant traverser les terres de propriétaires fonciers, la rue Sainte-Catherine prend naissance dans le faubourg Saint-Laurent, de chaque côté de la rue Saint-Laurent. Elle se développe ensuite par phases et par tronçons avant de constituer une seule artère. Les étapes sont identifiées comme étant 1758-1788, 1820-1860, 1860-1890,1890-1910. Le développement vers l'est est favorisé par la construction en 1892 d'un viaduc au-dessus de la voie ferrée. Deux courtes sections sont ajoutées vers 1950 pour relier la rue Sainte-Catherine au boulevard De Maisonneuve à Westmount et à la rue Notre-Dame à l'est.

#### Réaménagement du 21e siècle
En 2018, d'importants travaux de réaménagement de la rue sont entrepris. Il est réalisé par la firme d'architectes Provencher Roy (en), qui redessine la rue Sainte-Catherine Ouest ainsi que le square Phillips et la place du Frère-André,,.
La première phase de travaux va des rues De Bleury à Mansfield. Le 7 août 2023, la deuxième phase de travaux est lancée entre Peel et Mansfield. Évalué à près de 70 millions, le chantier s’échelonnera jusqu’à l’automne 2025. La rue sera éventuellement rénovée jusqu'à l'Avenue Atwater.

### Commerce

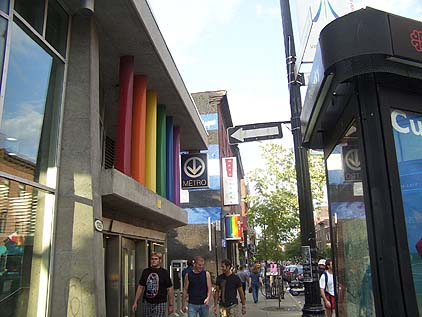
Sainte-Catherine est la rue principale du village gai à l'est du centre-ville

Très tôt, la rue Sainte-Catherine emprunte une vocation commerciale pour chercher à desservir l'élite francophone qui se développe à l'est de la rue Saint-Laurent.
Du côté ouest de la rue Saint-Laurent, le développement est plus lent. Elle accueille d'abord plusieurs établissements religieux, comme l'Institut Nazareth en 1861, qui sera démoli au siècle suivant pour la construction de la Place des arts. La vocation change après l'ouverture de l'aqueduc de 1853 et l'installation de l'élite anglophone dans le quartier Saint-Antoine, le futur Westmount, qui souhaite quitter le Vieux-Montréal pour des demeures plus spacieuses. Tout comme à l'est, le secteur ouest se dote de commerces sur la rue Sainte-Catherine, dès 1860, mais surtout après 1880.
Longue de plus de 11 km, la rue Sainte-Catherine est depuis la plus grande artère commerciale au Canada et compte près de 1 200 commerces à elle seule, abritant les plus grands magasins de la ville. Des grands magasins du passé ont fait sa célébrité : les magasins Eaton, Simpson, La Baie et Ogilvy's, tous concentrés au centre-ville. Toutefois, le grand magasin Simpson's  n'existe plus. Dans l'est traditionnellement francophone, le grand magasin Dupuis Frères a lui aussi fermé ses portes. Le cœur de la rue commerciale s'est complètement transformé à partir des années 1980. S'il reste le bijoutier Birks, de nouveaux magasins se sont ajoutés, notamment la Maison Simons, ainsi que des centres commerciaux comme Les Cours Mont-Royal, la Place Montréal Trust, les Promenades de la Cathédrale, le Complexe Les Ailes (situé dans l'emplacement de l'ancien Eaton). Plusieurs édifices de la rue Sainte-Catherine sont connectés au segment principal du Montréal souterrain.
Juste à l'est du noyau central, la rue s'anime avec les bars, restaurants et salles de spectacle. Un nombre significatif de sex shops y ont vitrine, surtout autour du boulevard Saint-Laurent (et vers l'ouest). L'intersection avec le boulevard Saint-Laurent était le centre de ce que l'on  appelait quartier du Red Light de Montréal. L'édifice 2.22 Sainte-Catherine Est, à cette intersection, inauguré en février 2012, s'inscrit dans un effort de la Ville de rehausser son image via le projet du Quartier des spectacles. S'y trouve depuis la Vitrine culturelle de Montréal où sont offertes des informations culturelles, des billets de spectacle au tarif régulier et de dernière minute,.

#### Grands magasins

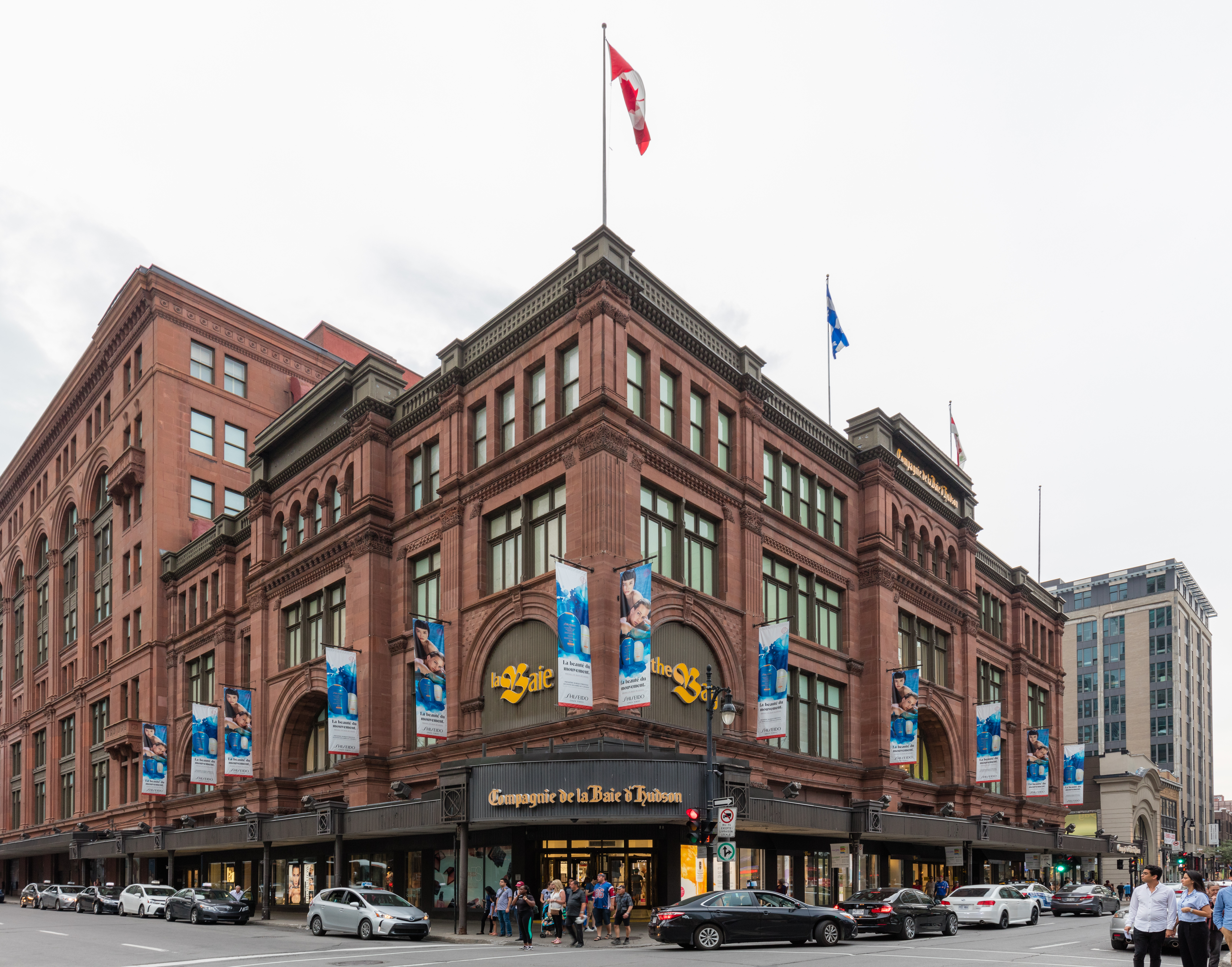
La Baie en 2017

Le développement de la rue Sainte-Catherine doit grandement à l'ouverture de grands magasins. Le premier à faire le pas est Henry Morgan qui inaugure son magasin face au Square Phillips en 1891. Cinq ans plus tard, c'est au tour de James A. Ogilvy d'ouvrir près de la rue de la Montagne un magasin conçu par son fils David Ogilvy. Ces deux magasins desservent majoritairement une clientèle anglophone. Les francophones seront davantage servis chez Dupuis Frères dans l'est de la rue. C'est également dans l'est que s'installe Archambault, spécialisé dans les partitions et les instruments musicaux. Fondée en 1896, l'entreprise s'installe en 1930 sur la rue Sainte-Catherine dans son immeuble emblématique. C'est en 1925, qu'Eaton acquiert l'enseigne Goodwin et entreprend un vaste chantier sur l'immeuble, chantier qui s'achève en 1931 avec l'inauguration du restaurant le 9e.
Avec l'expansion rapide de Montréal au début du XXe siècle, les grands magasins s'agrandissent. Elle suscite également l'arrivée de nouveaux joueurs, comme Robert Simpson en 1905 et la bijouterie d'Henry Birks en 1894. Ce dernier entraîne l'ouverture de plusieurs autres petites bijouteries sur la rue. À cela s'ajoutent aussi de nombreux commerces de meubles, dont une dizaine sont déjà recensés en 1910 dans l'annuaire de Lovell, et surtout de vêtements, avec l'apparition du prêt-à-porter, ainsi que de souliers et de chapeaux. Le chapelier Henri Henri, ouvert en 1932 a d'ailleurs toujours pignon sur rue en 2019.

### Industries
Si l'ouest de la rue Sainte-Catherine est essentiellement dédié au commerce de détail, l'est ouvre davantage sur l'industrie, notamment dans le quartier Hochelaga-Maisonneuve et dans le quartier Sainte-Marie. Le Canadien Pacifique y ouvre des ateliers. On y retrouvera des tanneries, des fours à chaux, des abattoirs, une filature de coton, une usine de tabac, des écuries, des ateliers de tramways et de chemin de fer, des usines à chaussure et à raffinage du sucre, etc. Cette activité entraîne l'installation d'ouvriers dans le quartier. Plusieurs trouvent demeure sur la rue Sainte-Catherine elle-même, entraînant à son tour le développement de commerces de proximité.

### Culture et éducation

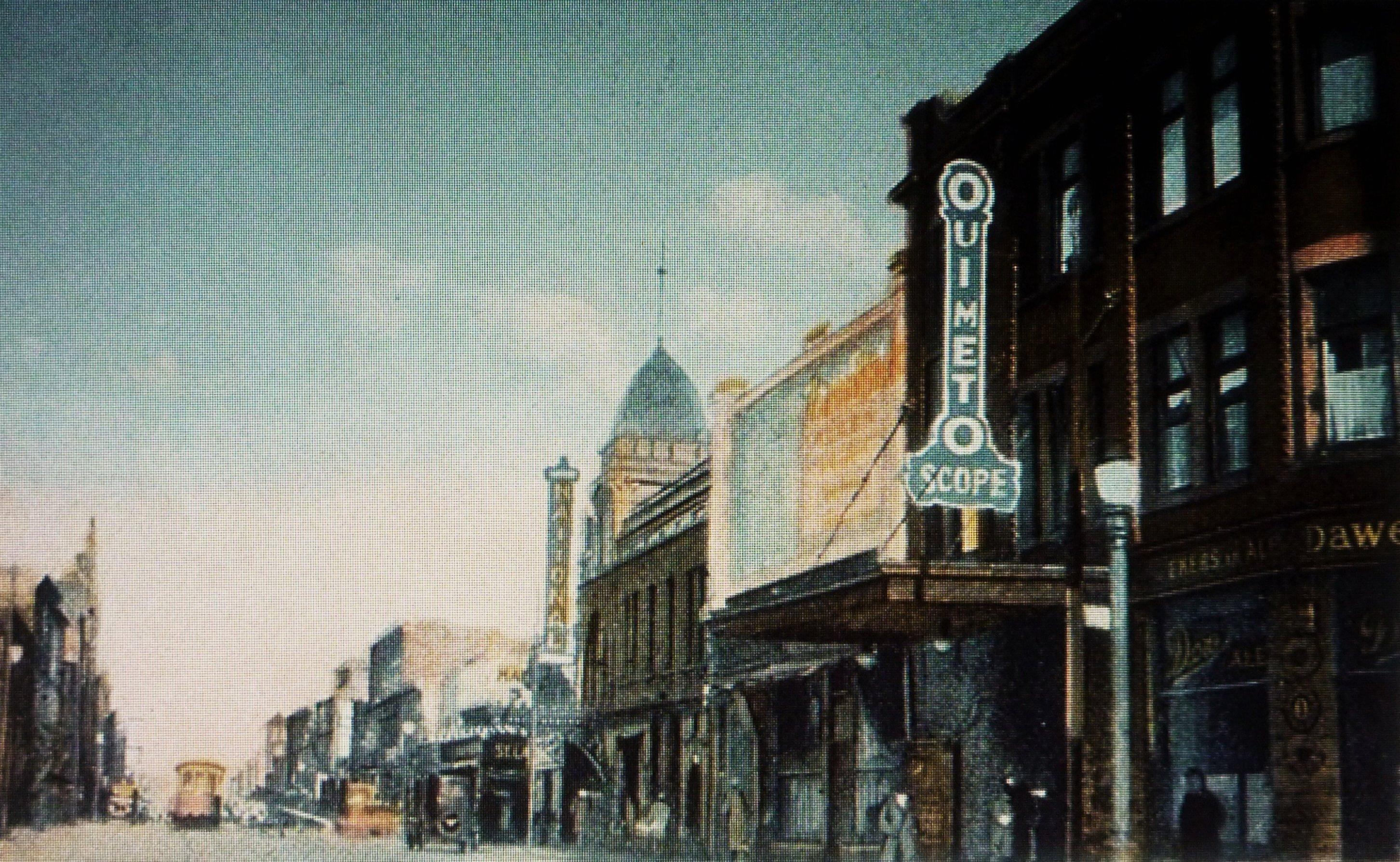
Le National (en arrière-plan) et Ouimetoscope vers 1910

La rue a accueilli en 1860, l'Art Association of Montreal qui deviendra après son déménagement sur la rue Sherbrooke en 1912 le futur musée des beaux-arts de Montréal.
Un Crystal Palace inspiré de celui de Londres est érigé à Montréal en 1860 sur la rue Sainte-Catherine. Il est démonté et déménagé sur l'avenue du Parc en 1878 avant d'être détruit par un incendie en 1896.
Léo-Ernest Ouimet ouvre en 1906 le premier cinéma au Canada, le Ouimetoscope. En 1912, c'est le Laurier Palace qui ouvre ses portes à son tour. Ce cinéma est tristement célèbre pour l'incendie qui provoqua la mort de 78 enfants en 1927. Plusieurs autres salles de cinémas, souvent au décor somptueux conçu par le décorateur Emmanuel Briffa, s'installent sur la rue. Le Princess, le Loew's, le Palace, le Capitol, le Séville, le Granada et le York sont tous d'imposants palaces pouvant accueillir plusieurs milliers de spectateurs. Également dans la rue se trouvait le plus petit Gaiety Theatre. Tous ces cinémas sont maintenant démolis.
Les années 1920 voient l'érection de plusieurs immeubles notables, comme le Blumenthal, le Dominion Square, l'immeuble Confédération, l'immeuble Dandurand, la tour University, ainsi que plusieurs succursales bancaires de prestige. Auparavant, en 1912, l'édifice Belgo abritait des ateliers de confection, remplacés peu à peu par des galeries d'art contemporain.
Le Forum de Montréal est construit en 1924 à l'angle de l'avenue Atwater. Agrandi en 1968, il accueille les matchs de hockey des Canadiens de Montréal jusqu'en 1996 lorsque l'équipe déménage dans un nouvel amphithéâtre, le Centre Bell. Le lieu a été converti en complexe récréatif et de cinéma.

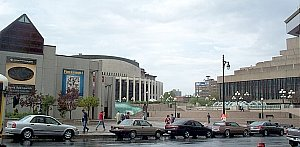
La Place des Arts

La Place des Arts, inaugurée en 1963, un important complexe culturel comprenant cinq salles de spectacle, et le Musée d'art contemporain, construit en 1992, siègent également sur la rue Sainte-Catherine, dans l'arrondissement Ville-Marie. Cette section de la rue est, durant l'été, un lieu de rassemblement, la rue étant partiellement fermée à la circulation à l'occasion d'événements spéciaux, tel le Festival international de jazz de Montréal et le festival Juste pour rire. La rue Sainte-Catherine est aussi le lien principal du tout nouveau Quartier des spectacles où se déroule la majorité des festivals de Montréal. La Maison symphonique où se produit l'Orchestre symphonique de Montréal a été inauguré sur le site en 2011.
À l'intersection de la rue Saint-Denis, la rue Sainte-Catherine traverse le campus de l'Université du Québec à Montréal depuis la fin des années 1970. Alors qu'à l'ouest, autour des rues Guy et Bishop, les édifices de l'Université Concordia y ont pris racine au début des années 1990.
Malgré la disparition des cinémas, dont il ne subsiste en 2019 que l'AMC Forum et le Paramount/Banque Scotia, la rue Sainte-Catherine abrite, outre la Place des Arts, quelques salles qui animent les soirées montréalaises. Après la disparition du Spectrum, le jazz et son Festival trouvent une nouvelle enseigne dans la salle de l'Astral de l'immeuble Blumenthal. Plus à l'ouest, c'est le Théâtre du Nouveau Monde qui présente des productions théâtrales depuis 1951, ainsi que le Théâtre Denise-Pelletier, installé dans l'ancien cinéma Granada depuis 1976. Quant à lui, le M Telus remplace le Metropolis qui occupait depuis 1987 l'ancien cinéma Éros. Les Foufounes électriques ont pignon sur rue depuis 1983. Tout près, le 281 présente des spectacles de danseurs nus depuis 1980.

### Transport
La rue reçoit plusieurs revêtements plus ou moins adaptés avant que l'asphalte soit choisie au début du XXe siècle. De même, les trottoirs, d'abord en bois, seront aménagés en dalles de pierre et en bitume. La rue est d'abord éclairée par des lampadaires au gaz à partir des années 1840, puis à l'électricité à partir de 1886.
Le tramway hippomobile fait son apparition en 1861. Il est remplacé par une solution électrique en 1892. Avec la montée de la circulation automobile, le tramway est retiré de la rue pour être remplacé par des autobus en 1956, afin de permettre une meilleure fluidité du trafic. La desserte de la rue sera encore améliorée par l'inauguration en 1966 du métro de Montréal.

### Village gai

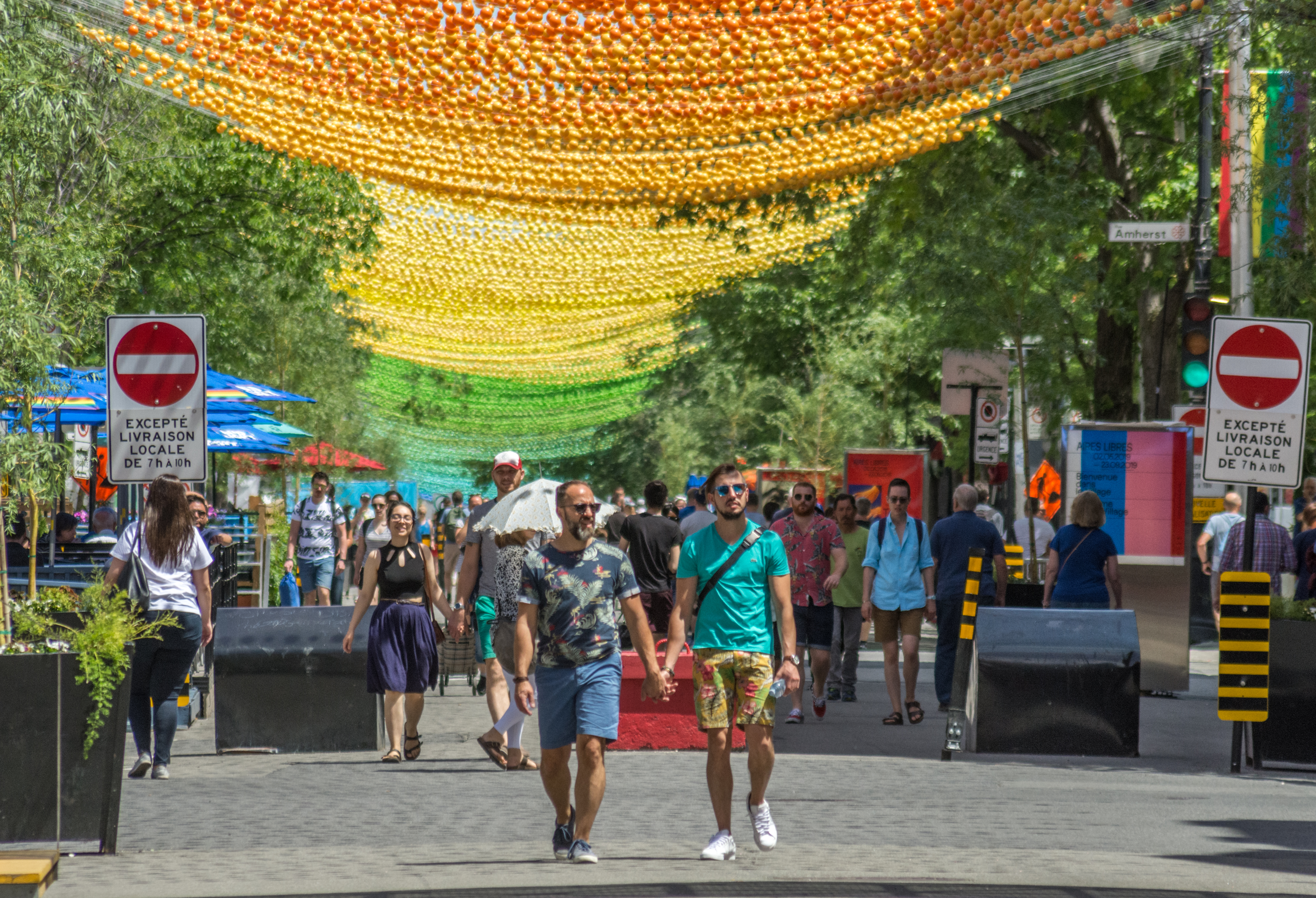
18 nuances de gai en 2019.

Le Village gai se concentre le long de la rue Sainte-Catherine, à l’extrémité est du centre-ville, entre la rue Saint-Hubert et l'avenue Papineau. La station de métro Beaudry, fournit l’accès le plus pratique au cœur du village, décoré en permanence du drapeau arc-en-ciel sur ses façades d’immeubles, emblème officiel de la communauté gaie. Les Boules roses/18 nuances de gai est une installation architecturale et artistique conçue par Claude Cormier, suspendue de 2011 à 2019 au-dessus de la rue dans le Village.

### Lieux de culte
Malgré la vocation commerciale et culturelle de la rue Sainte-Catherine, quelques églises y ont toujours leur adresse : l'église unie Saint-James, la cathédrale Christ Church, l'église St Jax Montréal, l'église Unie Saint-Jean, l'église Parish of Saint-Vincent-de-Paul, l'église évangélique hispanique Bethel

### Espaces verts
Outre les squares Phillips et Cabot, on trouve quelques espaces verts sur la rue Sainte-Catherine : les parcs Dorchester-Clarke et Landsdowne à Westmount, la place Émilie-Gamelin à côté de l'Université du Québec à Montréal (UQAM) le parc Jos-Montferrand, le parc Edmond-Hamelin et le parc Morgan.

## Galerie

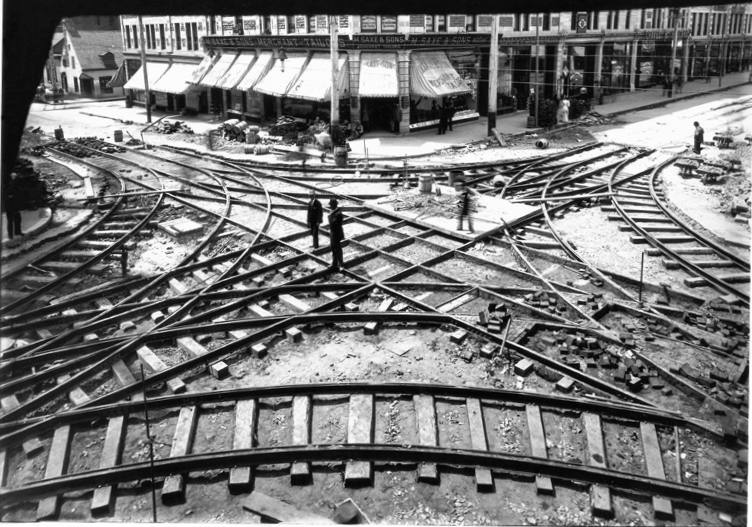
Construction du tramway, angle Saint-Laurent, 1893.
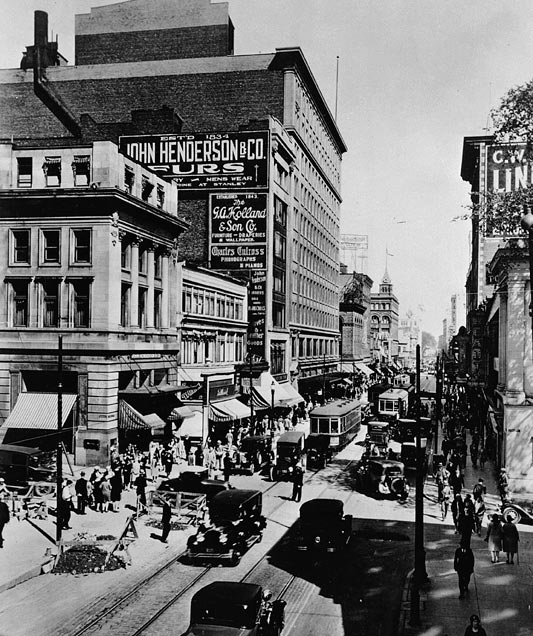
De la rue Stanley, 1930.
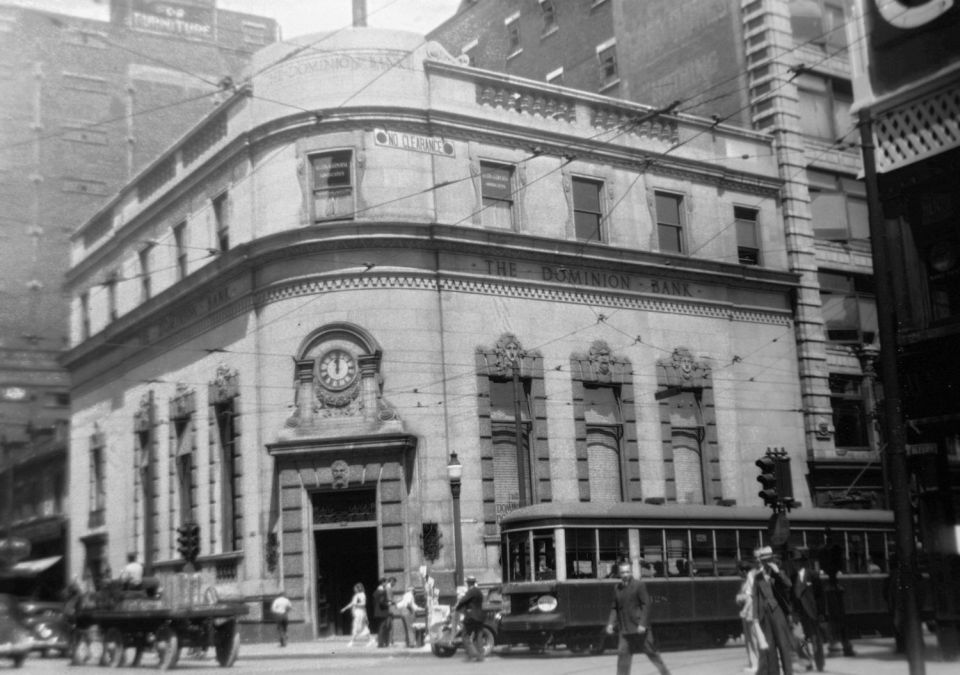
Dominion Bank, angle rue de Bleury, 1935.
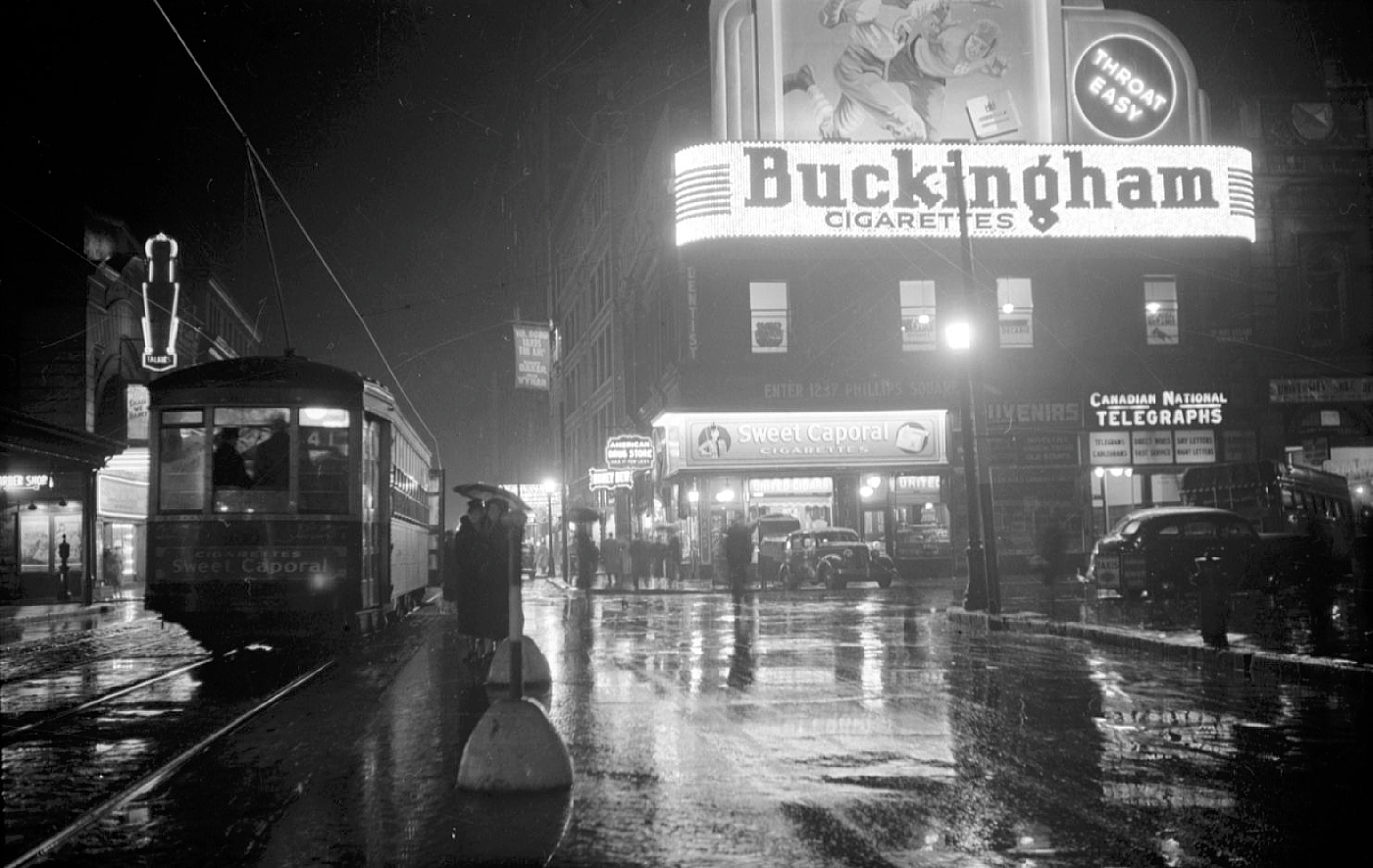
1937, au coin du Square Phillips.
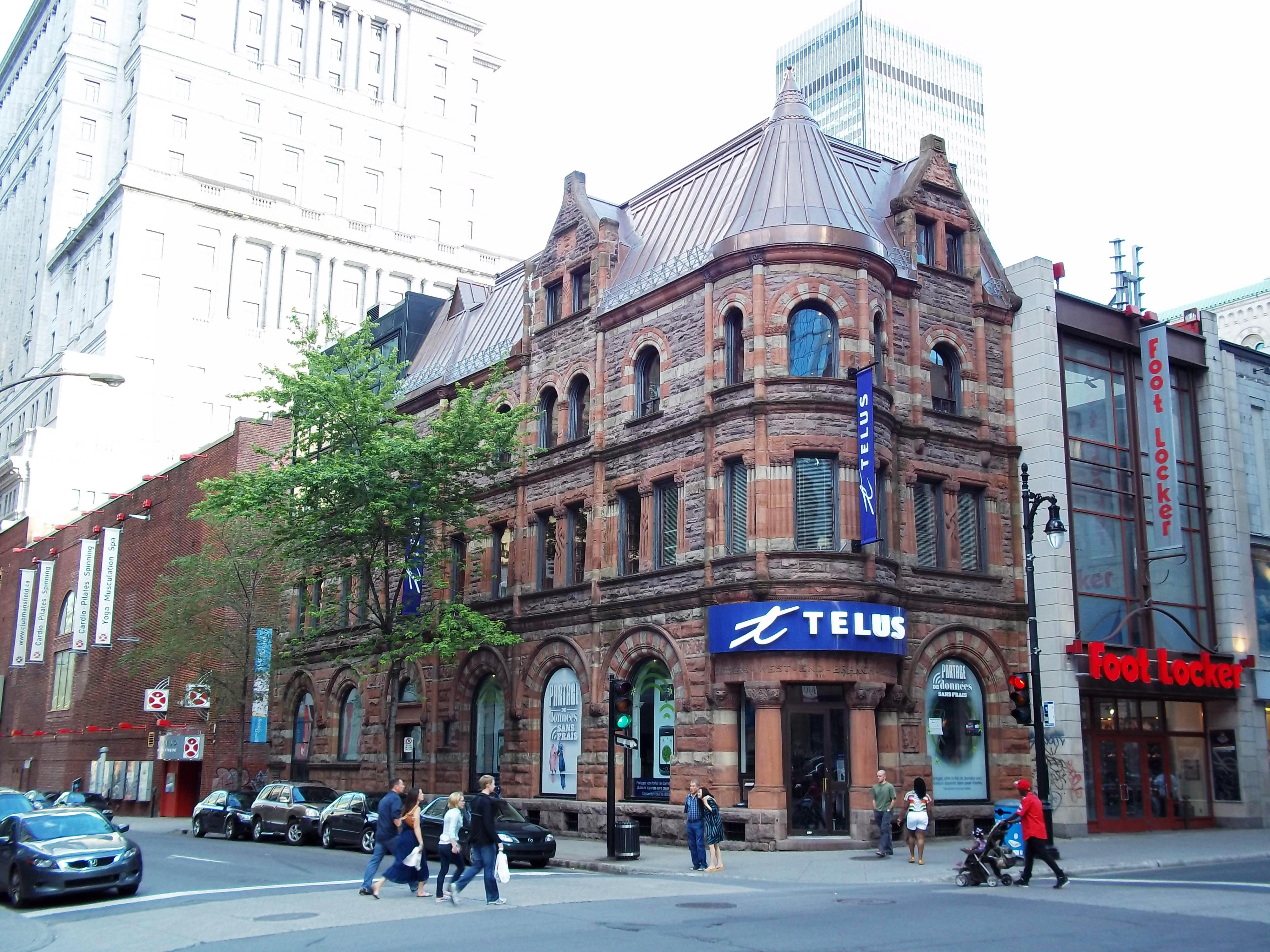
950, Sainte-Catherine Ouest
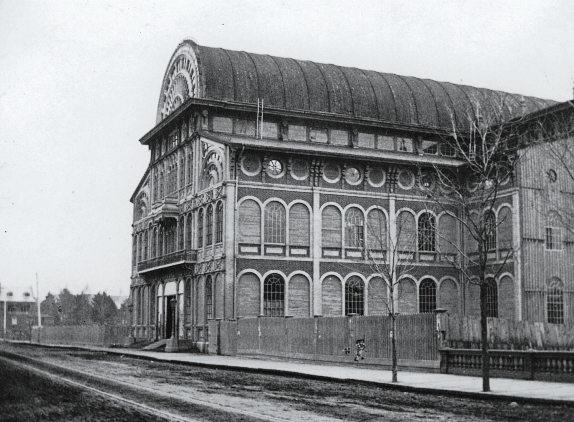
Le Crystal Palace à l'intersection des rues Sainte-Catherine et Victoria

## Sources
- Ville de Montréal, Les rues de Montréal. Répertoire historique, Montréal, Méridien, 1995, p. 425.
- Tourisme Montréal : Rue Sainte-Catherine
- Paul-André Linteau, La rue Sainte-Catherine, au cœur de la vie montréalaise, Montréal, Pointe-à-Callière, musée d'archéologie et d'histoire de Montréal et Éditions de l'Homme, 2010, 238 p. (ISBN 9782761927529)